# Simon-Robert Lefèbvre de Chailly
Simon-Robert Lefebvre de Chailly est un homme politique français né le 19 février 1729 à Gamaches-en-Vexin (Eure) et décédé le 21 octobre 1816 au même lieu.

## Biographie
Propriétaire, il est député du tiers état aux états généraux de 1789 pour le bailliage de Rouen. Il est conseiller général de l'Eure en 1800.
Il marqua peu dans la Constituante, où il opina avec la majorité.